# Diocèse de Columbus

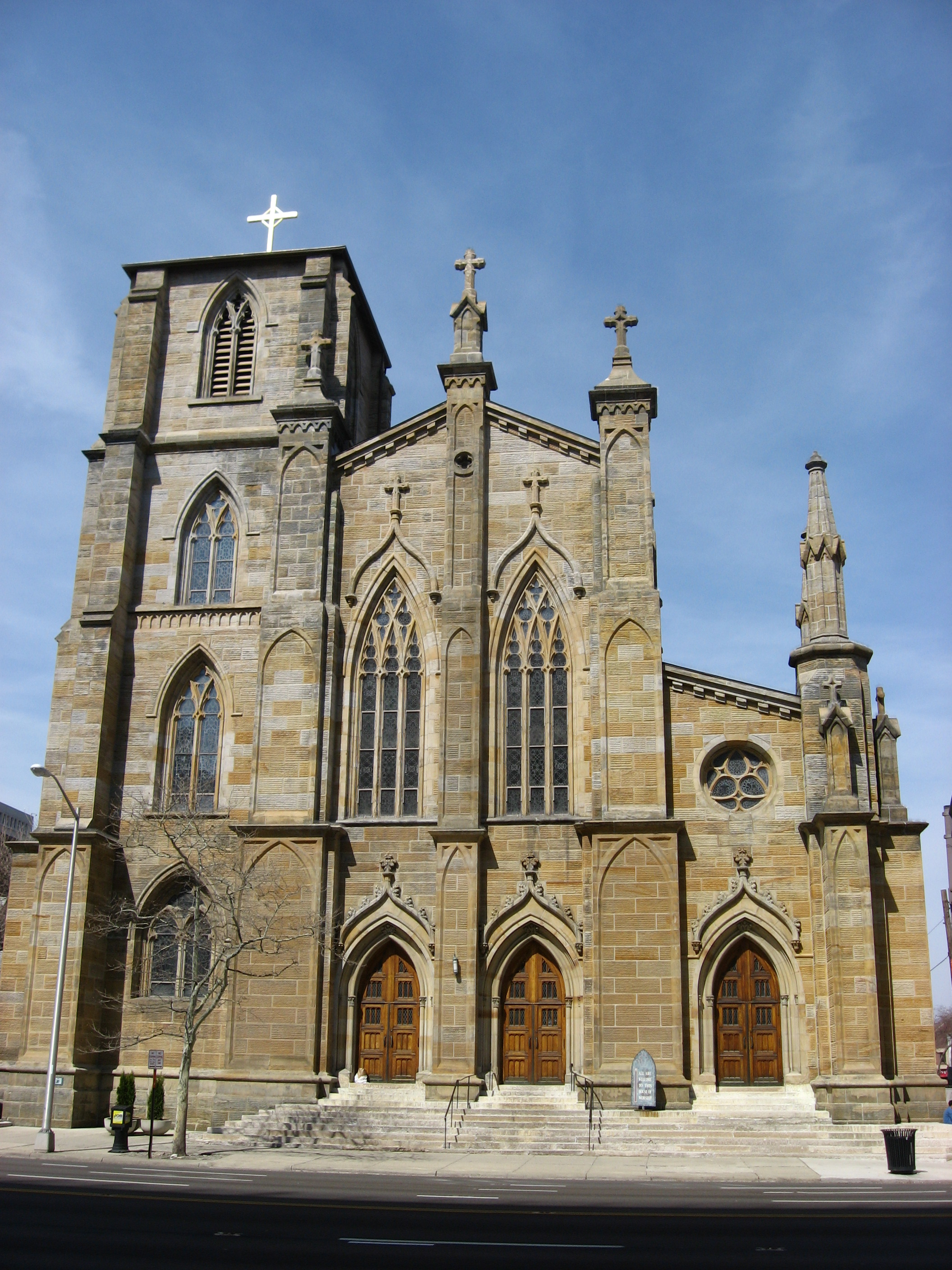
Façade de la cathédrale Saint-Joseph de Columbus

Le diocèse de Colombus (Dioecesis Columbensis) est un diocèse de l'Église catholique aux États-Unis situé dans l'Ohio. Il est suffragant de l'archidiocèse de Cincinnati. Son siège est à la cathédrale Saint-Joseph de Columbus. En 2013, le diocèse comptait 197 prêtres pour 266 776 baptisés sur 2 603 068 habitants (soit 10,2%). Son évêque est Mgr Robert John Brennan depuis 2019, succédant à Mgr Frederick Campbell.

## Historique
La foi catholique s'est développée dans la région grâce aux dominicains installés à Somerset. Ils fondent la paroisse Saint-Joseph de Somerset, qui constitue donc la paroisse la plus ancienne de l'État d'Ohio. Son premier curé est le P. Edward Fenwick, futur évêque. Les dominicains répandent la foi dans divers lieux du centre et du sud de l'Ohio. Des immigrants catholiques d'origine allemande ou irlandaise venus de Pennsylvanie s'installent dans la seconde moitié du XIXe siècle dans cette partie de l'État et sont à l'origine des paroisses les plus anciennes. Ils sont plus nombreux dans la partie sud-est de l'Ohio, tandis que les immigrants d'origine française ou plutôt canadiens francophones s'installent au nord du diocèse. De plus, de petits groupes d'Italiens, de Hongrois et de Slovaques quittent au milieu du XIXe siècle leurs villages ruraux de l'Ohio pour s'installer en ville, à Columbus. 
Le diocèse a été érigé le 3 mars 1868 par Pie IX, recevant son territoire de l'archidiocèse de Cincinnati. Il a donné une partie de son territoire, le 21 octobre 1944, pour l'érection du nouveau diocèse de Steubenville.

## Territoire
En 2011, le diocèse comprenait 106 paroisses et trois missions, regroupés en treize doyennés.